# Ийо Скай
Масами Одатэ (яп. 大館昌美 О:датэ Масами, род. 8 мая 1990, Камакура, Канагава) — японская женщина-рестлер, в настоящее время она выступает в WWE на бренде Raw под именем Ийо Скай (англ. Iyo Sky, стилизовано заглавными буквами), где является действующей чемпионкой мира среди женщин.
Бывшая женская командная чемпионка WWE. Ранее она выступала под именем Ио Cирай (яп. 紫雷 イオ, англ. Io Shirai) на бренде NXT, где была бывшей чемпионкой NXT среди женщин и командной чемпионкой NXT среди женщин.
Она также известна по своей работе в World Wonder Ring Stardom (Stardom), где она была бывшей двукратной чемпионкой Wonder of Stardom, шестикратной чемпионкой Artist of Stardom, двукратной чемпионкой World of Stardom, первой в истории чемпионкой мира SWA, однократной чемпионкой Goddess of Stardom и однократной чемпионкой High Speed. Она была признана «асом» Stardom и стала обладательницей Гран-при дзёси-пурорэсу 2015, 2016 и 2017 годов от издания Tokyo Sports.
Дебютировав в марте 2007 года, она провела несколько лет, работая в командном дивизионе, в команде со своей старшей сестрой Мио, с которой она выступала в различных промоушенах по всей Японии и Мексике. В июне 2010 года она и её сестра вместе с Каной объединились в группировку Triple Tails, которая просуществовала 15 месяцев, после чего Ио вышла из группы и начала свою одиночную карьеру в Stardom. Ио быстро стала одной из главных звёзд промоушена, а в апреле 2013 года она завоевала главный титул промоушена — титул чемпиона World of Stardom, который она завоёвывала дважды, причём каждое чемпионство длилось более года. Она работала в Stardom с 2011 года до 2018 года, когда подписала контракт с WWE.

## Карьера в рестлинге

### Дебют в основном ростере WWE, «Контроль повреждений» (2022)
Скай дебютировала в основном ростере WWE на SummerSlam (2022), когда вышла в зал после матча за Женское чемпионство Raw. Рестлерша объединилась с Бэйли и Дакотой Кай, образовав группировку «Контроль повреждений», которая бросила вызов Чемпионке Бьянке. Днем позже на Raw троица провела несколько нападений на участниц шоу, и Бьянка потребовала матч 1х1. Скай ответила на этот вызов, но матч завершился без результата из-за начавшейся массовой потасовки при участии всех шестерых рестлерш. Вместе с Дакотой Кай Скай стала участницей турнира за вакантное Женское командное чемпионство WWE, и на Raw 22 августа Кай вместе со Скай вышла в финал турнира победив Алексу Блисс и Аску. Сам финал состоялся на Raw 29 августа, и их команда проиграла Ракель Гонсалес и Алии после того, как Алия удержала Дакоту Кай, которая в тот момент уже успела передать право боя Ийо Скай, будучи, таким образом, нелегальной участницей матча на ринге. На Премиум-шоу «Clash at the Castle» стала участницей матча трио — Бьянка, Аска и Блисс против Бэйли, Скай и Кай, в котором их команда одержала победу, а сама Скай провела решающий прием — мунсолт, — после которого Бэйли удержала Чемпионку WWE Бьянку, став первой рестлершей более чем за год, кому это удалось сделать. На Raw от 13 сентября Скай и Кай снова встретились с Ракель и Алией в матче за Командное чемпионство, одержали победу и стали Командными чемпионками WWE. На Raw 31 октября Бэйли, Кай и Скай вмешались в матч Бьянки против Никки Кросс, и той на помощь пришли Алекса Блисс и Аска, которые перед этим не выступали около месяца. По итогам заварушки на то же шоу был назначен матч за Женское командное чемпионство, в котором Блисс и Аска одержали победу и выиграли титулы. На следующий день рестлершам назначили ещё один командный матч за титулы, на этот раз на Премиум-шоу Crown Jewel. В итоге 5 дней спустя Кай и Скай вернули себе титулы на Crown Jewel. После того, как на последовавшем Raw рестлерши снова поругались, было предложено провести матч по правилам «Военные игры» на Премиум-шоу Survivor Series WarGames. Напарницами «Контроля» стали Никки Кросс, а также Рея Рипли. На Raw 21 ноября На Raw 21 ноября Рея Рипли победила Аску, выиграв преимущество для команды «Контроля». На премиум-шоу Команда Бьянки победила после того, как вернувшаяся Бекки Линч удержала Дакоту Кай.

## Личная жизнь
Ранее Одатэ состояла в отношениях с коллегой-рестлером Кадзусигэ Носавой, они жили вместе в Кото, Токио. Она является поклонницей Хироси Танахаси и Момоиро Кловер Z.
23 мая 2012 года Одатэ и Носава были арестованы в международном аэропорту Нарита, по возвращении из Мексики по подозрению в попытке контрабанды в страну 75 граммов марихуаны, спрятанной в картинах. И Одатэ, и Носава отрицали обвинения, утверждая, что картины были подарками от поклонников. Одатэ была освобождена из следственного изолятора 12 июня. 21 июня Одатэ провела пресс-конференцию, публично извинившись перед своими поклонниками, работодателями и коллегами, и вновь отрицая обвинения. Одатэ также сообщила, что она не думала о завершении карьеры, а хотела снова работать и вернуть доверие своих коллег и поклонников, а также рассказала, что их отношения с Носава прекратились. 28 июня прокуратура Японии решила не преследовать Одатэ в связи с этим инцидентом. 9 июля японский рестлер Такуя Суги, проживающий в Мексике, провёл пресс-конференцию и признался, что подбросил наркотики Одатэ и Носаве. По словам Суги, Масахиро Хаяси, который работал связным между ААА и Японией и имел личные неприязненные отношения с Носавой, пообещал ему продлить контракт с ААА в обмен на это дело.

## Титулы и достижения
- JWP Joshi Puroresu
  - 5th Junior All Star Photogenic Award (2007) — с Мио Сираи
- Pro Wrestling Illustrated
  - № 4 в топ 100 женщин-рестлеров в рейтинге PWI Women’s 100 в 2018[20]
- Pro Wrestling Wave
  - TLW World Young Women’s Tag Team Championship (1 раз) — с Мио Сираи[21]
  - Captain’s Fall Six Person Tag Team Tournament (2009) — с Гами и Мио Сираи[22]
  - TLW World Young Women’s Tag Team Tournament (2009) — с Мио Сираи[21]
- Sports Illustrated
  - № 7 в топ 10 рестлеров в 2020[23]
- Tokyo Sports
  - Joshi Puroresu Grand Prize (2015, 2016, 2017)[24]
- World Wonder Ring Stardom
  - Чемпион Artist of Stardom (6 раз) — с Маю Иватани и Такуми Ироха (1), Кайри Ходзё и Маю Иватани (1), HZK и Момо Ватанабе (1), AZM и HZK (2), HZK и Вайпер (1)[25]
  - Чемпион Goddess of Stardom (1 раз) — с Маю Иватани[26]
  - Чемпион High Speed (1 раз)
  - Чемпион мира SWA (1 раз)
  - Чемпион Wonder of Stardom (2 раза)
  - Чемпион World of Stardom (2 раза)
  - 5★Star GP (2014)
  - Artist of Stardom Championship Tournament (2017) — с AZM и HZK[27]
  - Goddess of Stardom Championship Tournament (2015) — с Маю Иватани[26]
  - Goddesses of Stardom Tag League (2015) — с Маю Иватани[28]
  - Red Belt Challenger Tournament (2013)[29]
  - SWA World Championship Tournament (2016)[30]
  - Первый чемпион Большого шлема[31]
  - 5★Star GP Award (3 раза)
    - Награда за лучший матч 5★Star GP (2015) против Маю Иватани 23 августа[32]
    - Награда за технику 5★Star GP (2013, 2017)[33][34]

  - Премия Stardom по итогам года (8 раза)
    - Награда за лучший матч (2015) против Мэйко Сатомура 23 декабря
    - Награда за лучший матч (2016) против Маю Иватани 22 декабря
    - Награда за лучший матч (2018) с Маю Иватани против Кагецу и Хазуки 17 июня[35]
    - Награда за лучший командный матч (2015) с Маю Иватани[36]
    - Награда самому ценному рестлеру (2013, 2014, 2016)[37][38][39]
    - Награда за выдающиеся достижения (2017)[40]
- WWE
  - Чемпион WWE среди женщин (1 раз)
  - Чемпион мира среди женщин (1 раз)
  - Чемпион NXT среди женщин (1 раз)[41]
  - Командный чемпион NXT среди женщин (1 раз) — с Зои Старк[42]
  - Командная чемпионка WWE среди женщин (2 раза)[1] — с Дакотой Кай (2)
  - Победительница Dusty Rhodes Tag Team Classic (2022) — с Кей Ли Рэй[43]
  - Премия по итогам года NXT (3 раза)
    - Будущая звезда NXT (2018)[44]
    - Женщина года (2020)[45]
    - Рестлер года (2020)[45]

  - Победительница Money in the Bank (2023)
- Другие титулы
  - Амеканский чемпион мира среди смешанных команд (1 раз) — с Носавой[46]